# Грб Бремена
Грб Бремена је грб немачке покрајине и града Бремена, који се у овом облику јавља још у 14. веку.

## Опис грба
Грб Слободни ханзеатски град Бремена показује сребрни кључ на црвеном пољу штита. Кључ је симбол Светог Петра, свеца-заштитника града и покрајине, у чију част је посвећена и највиша катедрала у граду. Овај симбол, као грб града се први пут појављује на печатима града Бремена 1366. године, после његовог ослобођења од окупације принца-архиепископа Алберта II, а касније је постао главни симбол и грбу града.